# Krasnodar
Krasnodar (russisch Краснода́р) ist eine russische Großstadt mit über einer Million Einwohnern (2018), gerechnet auf den gesamten Stadtkreis, zu dem neben der eigentlichen Stadt mit gut 900.000 Einwohnern  29 weitere Ortschaften gehören. Sie ist Hauptstadt der gleichnamigen Region Krasnodar und eines der wichtigsten Zentren Südrusslands. Krasnodar ist ein bedeutender Wirtschaftsstandort, beheimatet einige der erfolgreichsten Sportvereine Russlands und ist Sitz mehrerer Universitäten, Theater und Museen. In der Agglomeration Krasnodar leben rund 1,35 Millionen Menschen. Bis 1920 trug die Stadt den Namen Jekaterinodar.
Krasnodar ist ein Verkehrsknotenpunkt an der Fernstraße M4 mit zwei Fernbahnhöfen und einem internationalen Flughafen.

## Geografie
Krasnodar liegt knapp 1200 km südlich von Moskau genau auf dem 45. Breitengrad (wie die Halbinsel Krim), zwischen Schwarzem Meer und Kaspischem Meer. Die südliche Stadtgrenze wird vom Fluss Kuban markiert. Unmittelbar südlich von Krasnodar verläuft die Grenze zur Republik Adygeja, einer autonomen russischen Teilrepublik. Einige Vororte Krasnodars, so etwa Jablonowski oder Tljustenchabl, liegen bereits in Adygeja. Ebenfalls im Süden der Stadt befinden sich vier große Stauseen. Die Luftlinienentfernung zum Schwarzen Meer beträgt rund 85 Kilometer.

## Klima
In Krasnodar herrscht submediterranes Klima. Die jährliche Tagesdurchschnittstemperatur beträgt 12,1 °C und liegt damit in etwa auf dem Niveau von Bozen.
|                       | Jan  | Feb  | Mär  | Apr  | Mai  | Jun  | Jul  | Aug  | Sep  | Okt  | Nov  | Dez  |   |      |
| Mittl. Tagesmax. (°C) | 3,4  | 5,2  | 10,4 | 18,5 | 23,6 | 26,7 | 29,6 | 29,3 | 24,6 | 17,5 | 11,3 | 5,8  | ⌀ | 17,2 |
| Mittl. Tagesmin. (°C) | −4,1 | −2,5 | 0,7  | 7,1  | 11,8 | 15,1 | 17,6 | 16,6 | 12,0 | 6,3  | 3,2  | −0,7 | ⌀ | 7    |
|                       |      |      |      |      |      |      |      |      |      |      |      |      |   |      |
| Niederschlag (mm)     | 61   | 41   | 45   | 59   | 64   | 78   | 53   | 53   | 41   | 47   | 67   | 81   | Σ | 690  |
|                       |      |      |      |      |      |      |      |      |      |      |      |      |   |      |
| Regentage (d)         | 9    | 7    | 7    | 8    | 8    | 7    | 5    | 5    | 5    | 6    | 8    | 10   | Σ | 85   |

| −4,1 |

| −2,5 |

| 0,7 |

| 7,1 |

| 11,8 |

| 15,1 |

| 17,6 |

| 16,6 |

| 12,0 |

| 6,3 |

| 3,2 |

| −0,7 |

| −4,1 |

| −2,5 |

| 0,7 |

| 7,1 |

| 11,8 |

| 15,1 |

| 17,6 |

| 16,6 |

| 12,0 |

| 6,3 |

| 3,2 |

| −0,7 |

## Geschichte

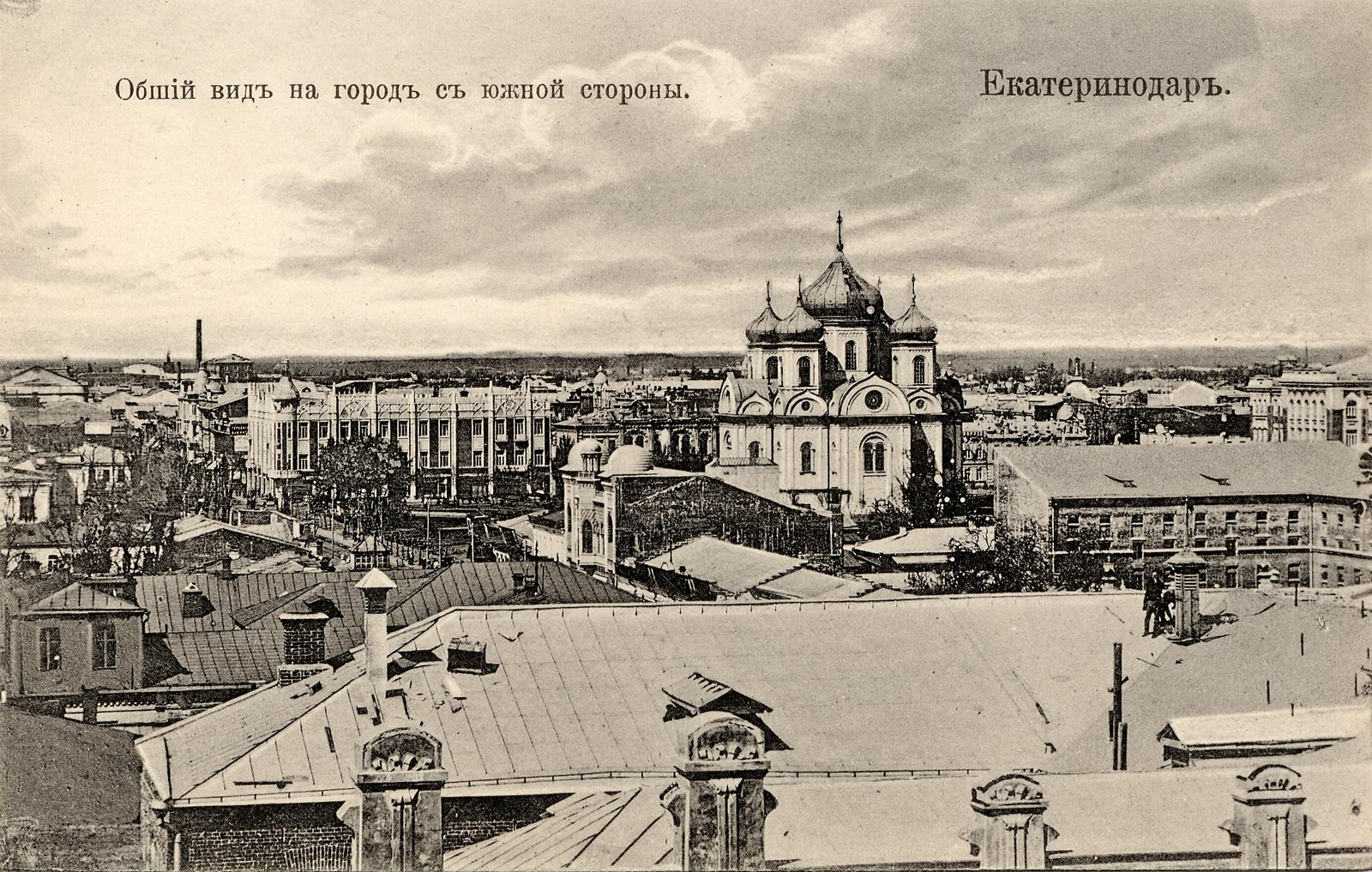
Die Stadt Anfang des 20. Jahrhunderts

### Gründung als Neue Sitsch bzw. Jekaterinodar
Krasnodar wurde 1793 unter dem Namen Neue Sitsch (ukrainisch Нова Січ) von Schwarzmeerkosaken unter der Führung des Atamans Sachari Tschepiga zunächst als Festungsstadt gegründet. Die Festung erhielt bald darauf den Namen Jekaterinodar bzw. Katerynodar (russisch Екатеринодар, ukrainisch Катеринодар), d. h. „Geschenk Katharinas“, in Anlehnung an Katharina II., die das Land den Kubankosaken übertragen hatte. Gegen Ende des 19. Jahrhunderts gaben noch 38 % der Einwohner Ukrainisch als Muttersprache an, das in der Zeit als „kleinrussischer“ Dialekt des Russischen angesehen wurde, und 53 % „Großrussisch“; im gesamten umliegenden Gebiet Kuban lag das Ukrainische mit 47 % vor dem Russischen mit 43 %. In der Folgezeit sank der ukrainische Anteil durch verschiedene Faktoren wie Assimilation der Ukrainer und Migration von Russen und Angehörigen weiterer Ethnien aus anderen Landesteilen: 1926 gaben noch etwa 30 % der Einwohner Krasnodars eine ukrainische ethnische Zugehörigkeit an, schon 1959 nur noch knapp 5 % der gesamten Stadtbevölkerung der Region. Diese Entwicklung setzte sich fort, so dass 2010 nur noch etwa 0,4 % der Einwohner der Region Ukrainisch als Muttersprache angaben.
Jekaterinodar wurde nach seiner Gründung zum zentralen Stützpunkt des Schwarzmeerkosakenheeres und 1860 Hauptstadt des Gebietes Kuban. 1867 erhielt Jekaterinodar den Stadtstatus. Die Bevölkerung lebte von der Landwirtschaft. Mit dem Bau der Eisenbahn im späten 19. Jahrhundert begann das Wachstum der Stadt, die zu einem bedeutenden Verkehrs- und Handelszentrum wurde, besonders für Tabak, Brot und Leder. 1897 hatte Jekaterinodar 66.000 Einwohner, 1913 waren es bereits über 100.000.

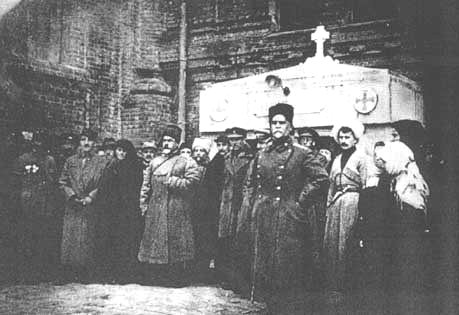
Anton Denikin in der Stadt, 1918

Unmittelbar nach der Oktoberrevolution gelangte Jekaterinodar unter die Kontrolle der Roten Armee, wurde jedoch im April 1918 von der Weißen Armee unter Kornilow und Denikin erobert. Die Stadt wurde daraufhin eines der Zentren der weißen, konterrevolutionären Bewegung, die dort besonders unter Kosaken zahlreiche Anhänger fand.
1917–1919 war Jekaterinodar die Hauptstadt der unabhängigen Volksrepublik Kuban und (de facto) Teil der Ukrainischen Volksrepublik.

### Umbenennung in Krasnodar
1920 nahm die Rote Armee die Stadt ein. Unmittelbar mit der Machtübernahme der Sowjets wurde die Stadt in Krasnodar umbenannt und erhielt damit ihren heutigen Namen, der in wörtlicher Interpretation als „Rotes Geschenk“ von красный krasnij (rot) und да́р dar (Gabe, Geschenk) gedeutet werden kann.
In den 1920er/30er Jahren begann die industrielle Entwicklung der bis dahin hauptsächlich agrarisch geprägten Stadt, besonders in den Bereichen der Metallverarbeitung und der Erdölförderung und -verarbeitung.

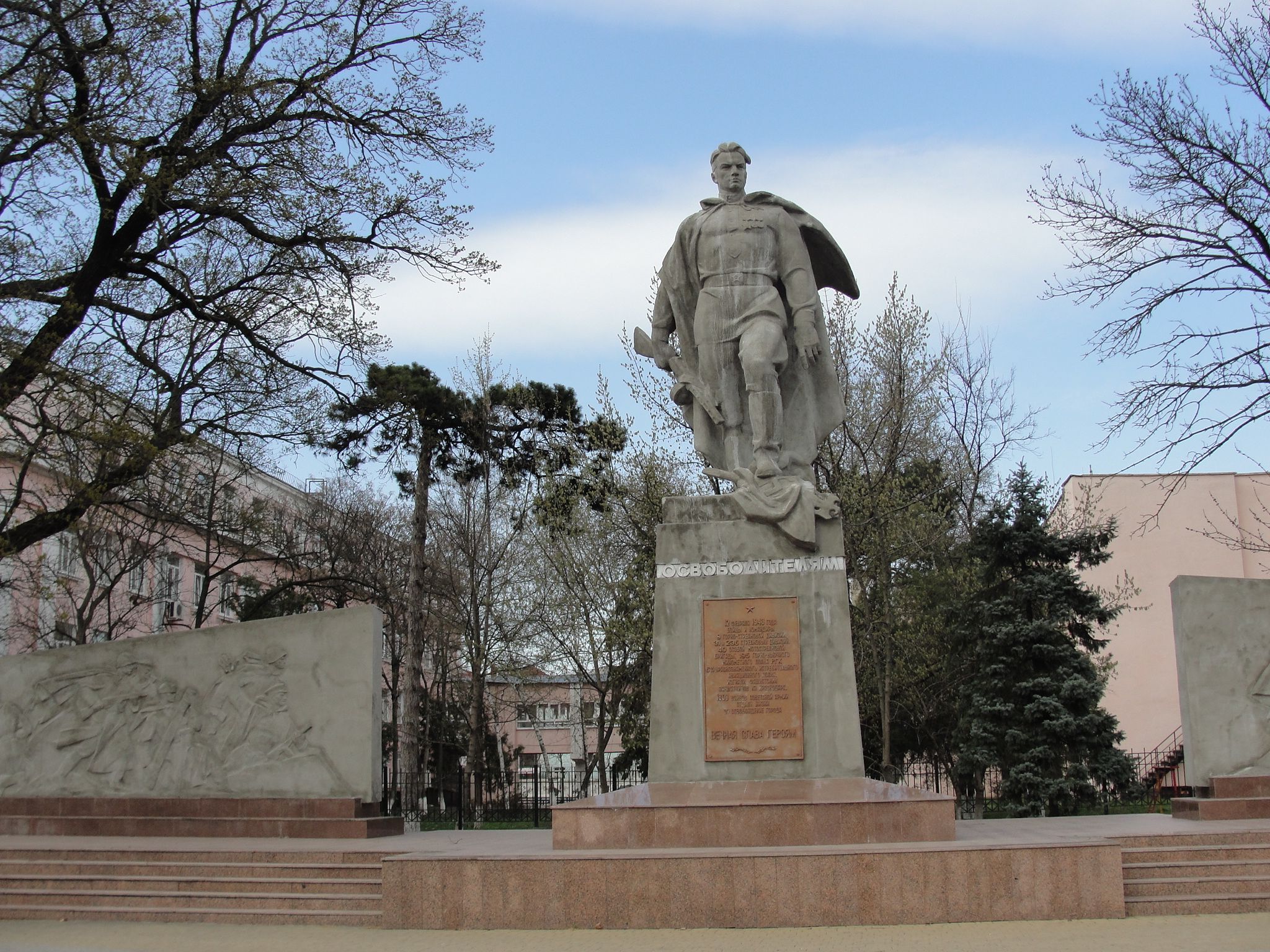
Monument für die Befreiung Krasnodars im Zweiten Weltkrieg

Während des Zweiten Weltkriegs wurde Krasnodar am 9. August 1942 von der Heeresgruppe A der deutschen Wehrmacht eingenommen und besetzt. Am 12. Februar 1943 konnte die Rote Armee die Stadt zurückerobern. Bei den Kämpfen um Krasnodar war es zu schweren Zerstörungen gekommen. In Krasnodar bestand das Kriegsgefangenenlager 148 für deutsche Kriegsgefangene des Zweiten Weltkriegs. Von den Schäden des Kriegs erholte sich die Stadt schnell; in den 1970er Jahren wurde die Marke von 500.000 Einwohnern überschritten. Um das Einwohnerwachstum bewältigen zu können, wurden zahlreiche neue Wohnviertel in Plattenbauweise angelegt.

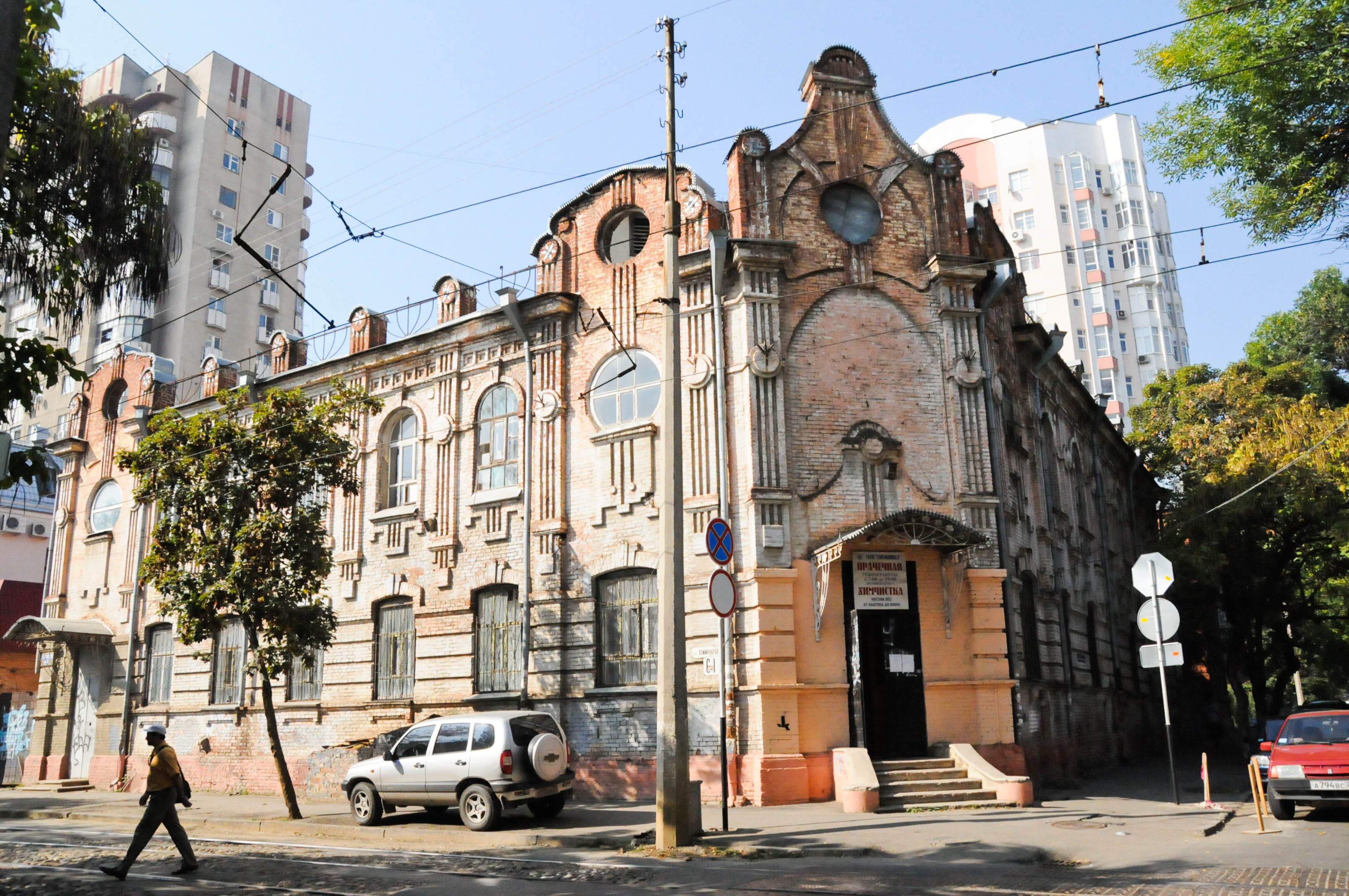
Historisches Gebäude vor sowjetischen Wohnblocks

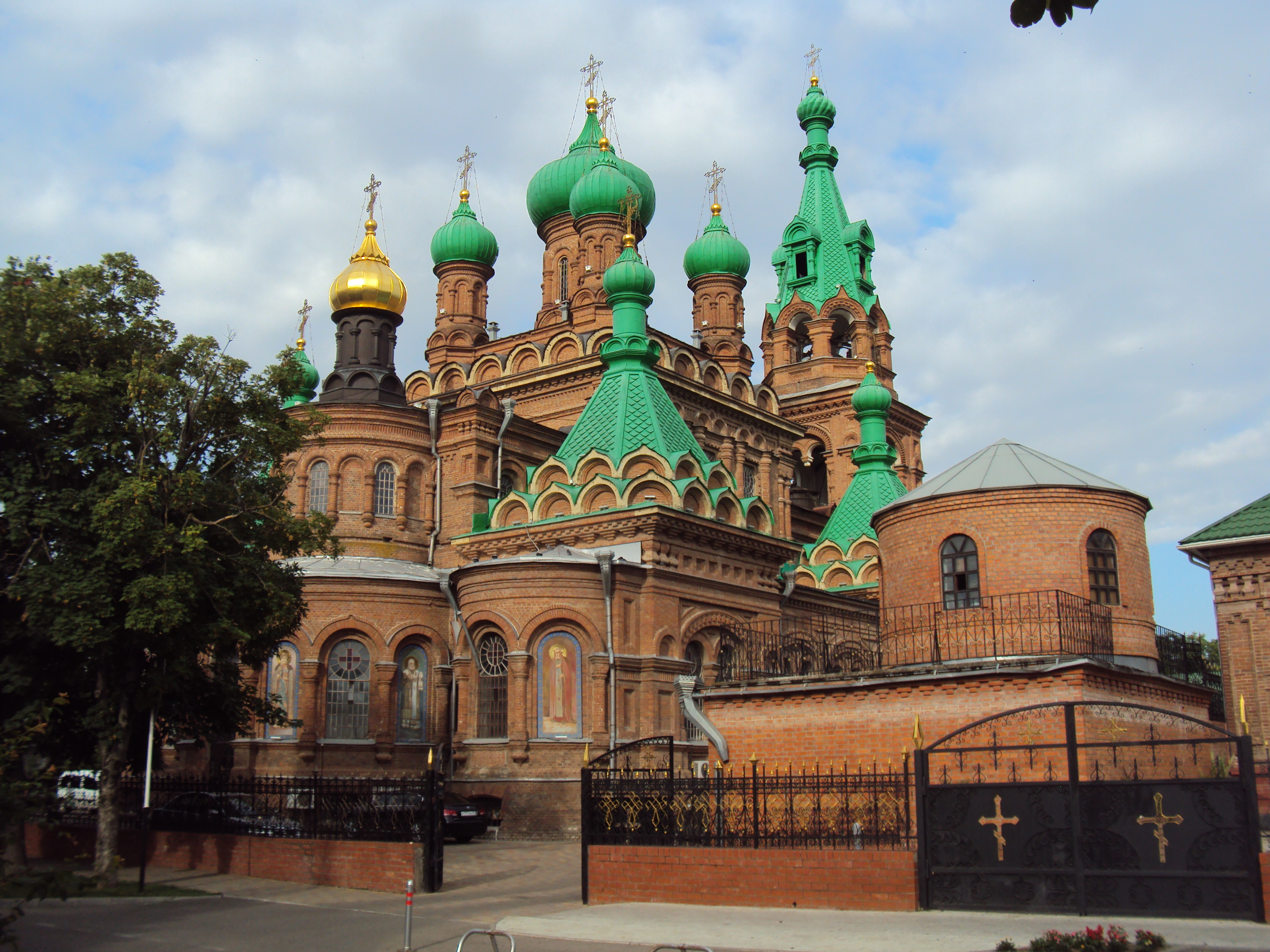
Kathedrale der hl. Dreifaltigkeit

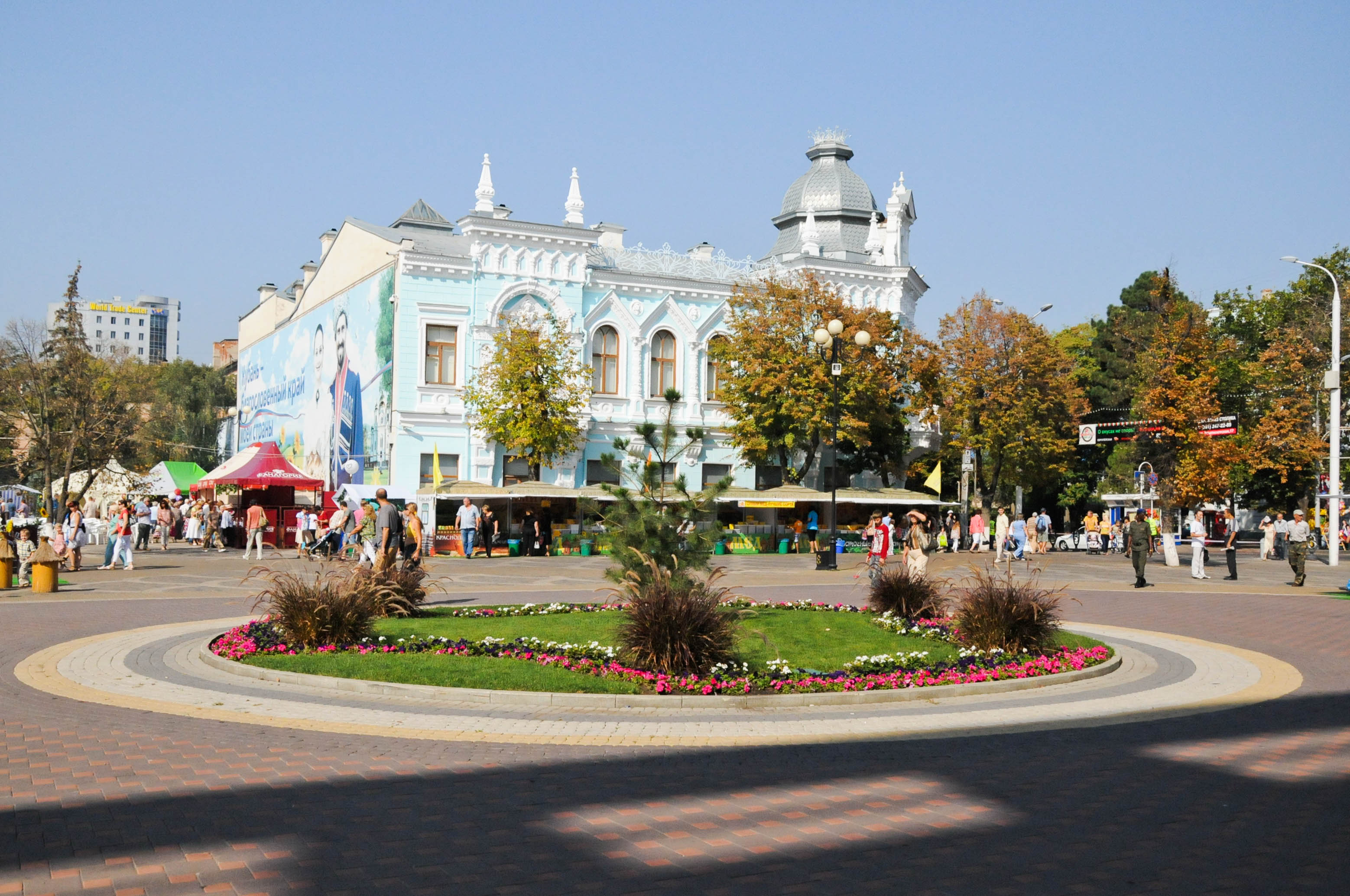
Platz in Krasnodar

Im Januar 1961 kam es in Krasnodar zu Massendemonstrationen gegen die Politik von Nikita Chruschtschow, die jedoch nach nur zwei Tagen von der Polizei aufgelöst wurden.

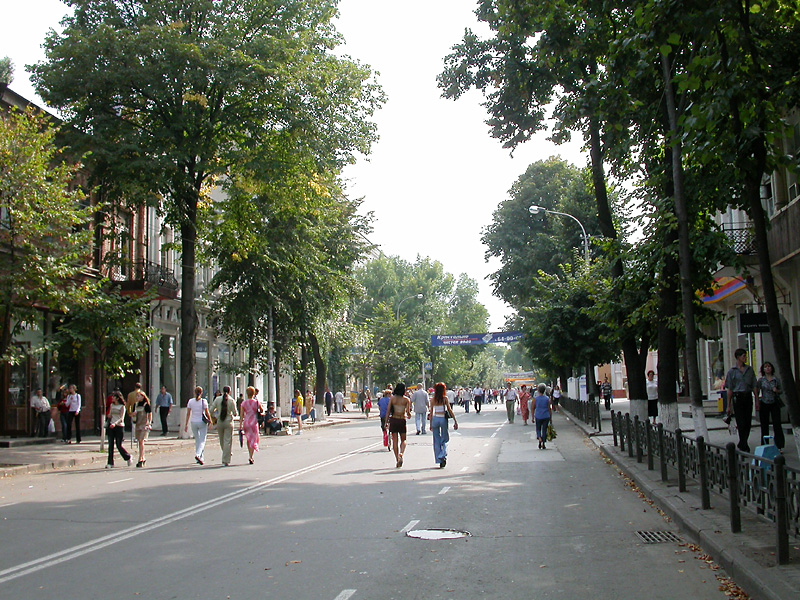
Die Krasnaja uliza, zentrale Einkaufsstraße

### Nachsowjetische Zeit
Im Gegensatz zu vielen anderen russischen Städten wurde Krasnodar vom Zerfall der Sowjetunion kaum getroffen. Durch Transformationsprozesse konnte Krasnodar in den 1990er Jahren seine Position als Industriezentrum ausbauen, Ende des Jahrzehnts überholte es das nahegelegene Rostow am Don bezüglich der Industrieproduktion und wurde der größte Industriestandort im Nordkaukasus. Entgegen dem allgemeinen Trend in der demographischen Entwicklung Russlands hatte Krasnodar auch in den 1990er Jahren einen deutlichen Bevölkerungszuwachs erfahren, was zum Teil auf eine starke Zuwanderung von Flüchtlingen aus den Krisengebieten des Kaukasus und anderer ehemaliger Sowjetrepubliken zurückzuführen war, zum Teil aber auch auf die günstige wirtschaftliche Entwicklung der Stadt.

## Bevölkerung
Krasnodar gehört zu den russischen Städten, in welchen die Geburtenrate über der Sterberate liegt. Hinzu kommt eine stetige Zuwanderung aus dem In- und Ausland, so dass Krasnodar in den letzten Jahren ein stetiges Bevölkerungswachstum vorweisen kann. Bei der Volkszählung 2010 gaben über 90 % der Bevölkerung „Russisch“ als ethnische Herkunft an. Größte Minderheiten sind Armenier (3,7 %), Ukrainer (1,5 %) und Adygejer (0,9 %). 54,6 % der Bevölkerung sind weiblich (2010). Bis 2015 stieg die Bevölkerungszahl auf rund 830.000 in der Stadt selbst und 1,35 Millionen in der Agglomeration. Unter den größten Städten Russlands liegt Krasnodar auf Platz 17.
| Jahr | Einwohner |
| ---- | --------- |
| 1897 | 065.606   |
| 1939 | 203.806   |
| 1959 | 313.110   |
| 1970 | 464.147   |
| 1979 | 560.438   |
| 1989 | 620.516   |
| 2002 | 646.175   |
| 2010 | 744.995   |
| 2015 | 829.677   |

Anmerkung: Volkszählungsdaten

## Wirtschaft
In den Zeiten der Sowjetunion gezielt als industrielles Zentrum ausgebaut, finden sich hier heute vor allem Raffinerien sowie große Betriebe zur Herstellung von Werkzeugen und Landwirtschaftsmaschinen. Das größte russische Einzelhandelsunternehmen, Magnit, hat hier ebenso seinen Hauptsitz wie das mittlerweile europaweit agierende Photovoltaikunternehmen Solar Wind. Ein weiteres wirtschaftliches Standbein der Stadt sind Ackerbau sowie Tabak-, Obst- und Getreideanbau. Durch die vorhandene Schwarzerde sind die Bedingungen für die Landwirtschaft besonders günstig. Getreide, Sonnenblumen und Reis werden in 69 Staaten exportiert. Im Gebiet der zur Region Krasnodar gehörenden Stadt Sotschi befindet sich auch das nördlichste Teeanbaugebiet der Welt.
Noch in den 1980er Jahren wurde geplant, das Kernkraftwerk Krasnodar mit einem WWER-1000 zu errichten. Jedoch wurde der Plan am 1. Januar 1988 aufgegeben.
1993 übernahm Philip Morris International die seit den 1930er Jahren in der Stadt bestehende staatliche Tabakfabrik und führte sie nach aufwändiger Renovierung mit 700 Beschäftigten und einer Produktion von gegenwärtig 30 Milliarden Zigaretten pro Jahr unter dem Namen „Philip Morris Kuban“ fort.
Der Landmaschinenhersteller Claas betreibt seit 2005 ein Montagewerk, in dem Mähdrescher für den Verkauf in die GUS-Staaten gefertigt werden. Die Baukomponenten kommen hauptsächlich aus Deutschland, aber auch aus anderen europäischen Ländern.
Die Baubranche ist in Krasnodar im Vergleich zu anderen russischen Städten sehr gut entwickelt. Im russlandweiten Vergleich gehört Krasnodar zusammen mit Moskau und Sankt Petersburg zu den Spitzenreitern bei der Anzahl von Neubauten und dem Bautempo. Allein 2011 wurden in Krasnodar rund 1.750.000 Quadratmeter Wohnfläche geschaffen.
Am 26. Januar 2012 wurde von der Krasnodarer Stadtduma ein Bebauungs- und Entwicklungsplan für die kommenden 40 Jahre beschlossen. Seit Februar 2012 ist der Plan öffentlich einsehbar.

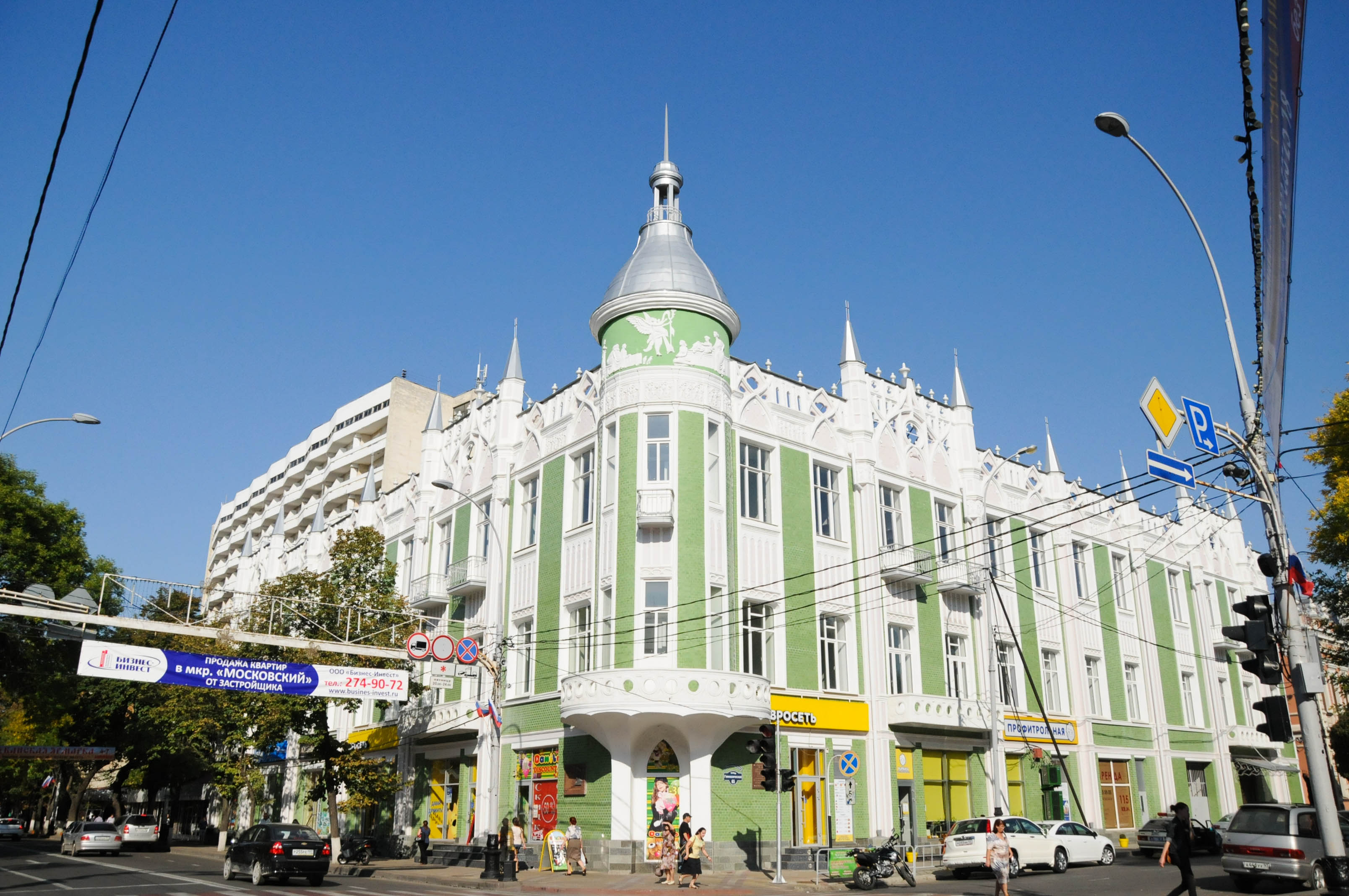
Zentrum der Stadt

## Verkehr

### Straße und Bahn
Krasnodar ist ein Verkehrsknotenpunkt an der Fernstraße M4 mit zwei Fernbahnhöfen und einem internationalen Flughafen.

### Öffentlicher Personennahverkehr
Der Öffentliche Personennahverkehr der Stadt wurde bis etwa 1990 praktisch allein durch die Straßenbahn und zahlreiche Oberleitungsbus- sowie Autobuslinien abgewickelt.
Danach blühte ein neues Verkehrsmittel auf – die Marschrutka. Das sind privat betriebene Kleinbusse, die zwar relativ feste Linien abfahren, die auch beantragt werden, aber auf Zuruf oder Winkzeichen auch zwischen zwei üblichen Haltestellen anhalten. Marschrutki haben blitzschnell alle nachgefragten Routen ausprobiert und sind in manchen Gegenden die einzige Alternative zum Taxi oder zum eigenen Fahrzeug. Es gibt wesentlich mehr Marschrutki als Taxis oder Busse.

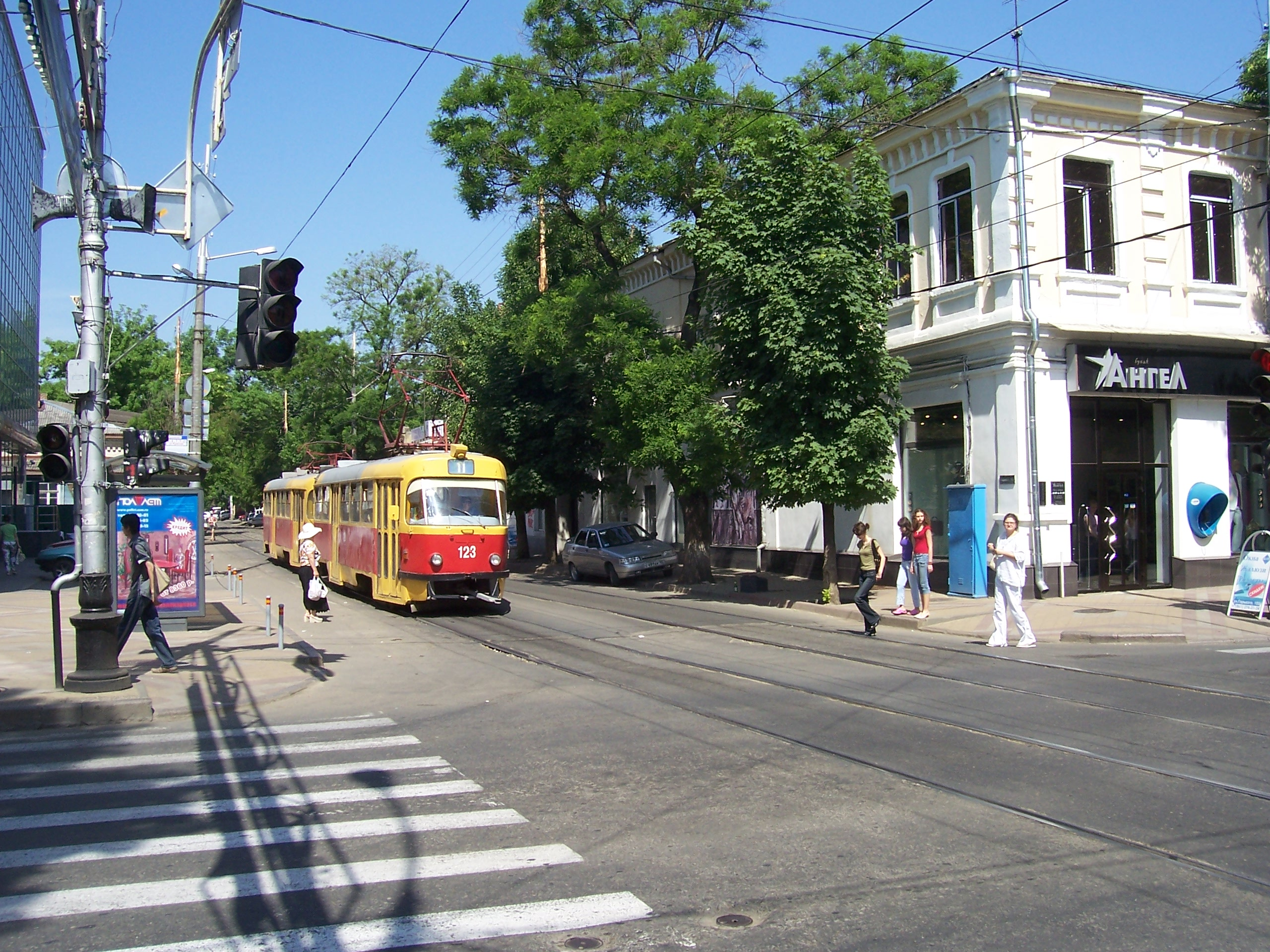
Straßenbahn Krasnodar

Typisches Fahrzeug der Marschrutki in Krasnodar ist ein an den Ford Transit erinnernder Kleinbus aus Nischni Nowgoroder Produktion, der GAZelle heißt und Motoren verwendet, die auch in die im selben Werk hergestellten PKWs der Marke Wolga eingebaut wurden.

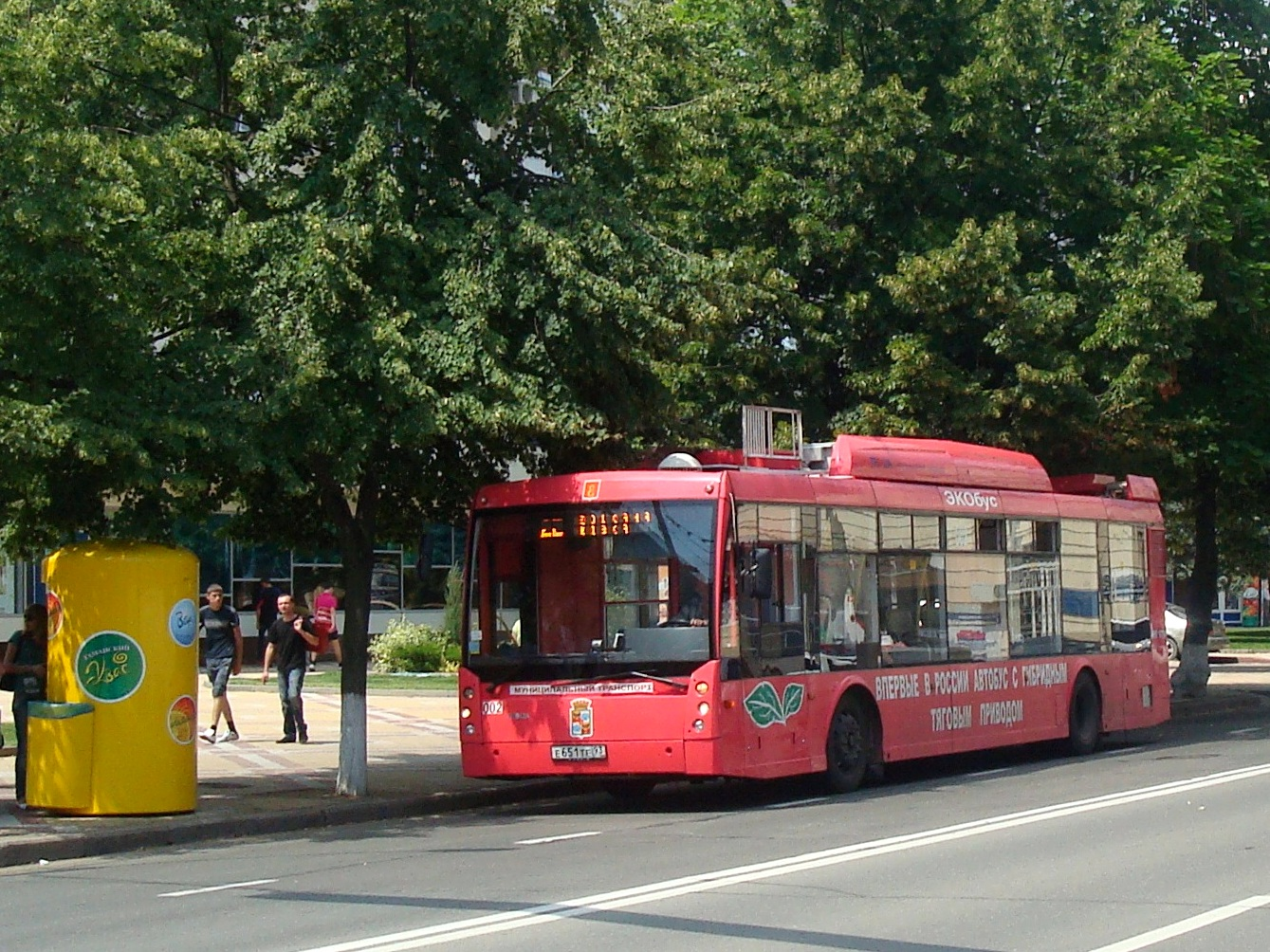
Der „EKOBus“

Seit Juli 2011 gibt es in Krasnodar den „EKOBus“, einen Omnibus mit umweltfreundlichem Hybridantrieb. Krasnodar war ferner bis Ende 2013 die letzte Stadt weltweit, in der Oberleitungsbusdoppeltraktionen zum Einsatz kamen.

### Luft
Der internationale Flughafen Krasnodar liegt am östlichen Stadtrand bei der vor einigen Jahren eingemeindeten Siedlung Paschkowka, etwa 12 Kilometer vom Stadtzentrum entfernt.

## Städtepartnerschaften
Krasnodar listet elf Partnerstädte auf:
| Stadt       | Land                           | Anmerkungen        | seit | Typ            |
| ----------- | ------------------------------ | ------------------ | ---- | -------------- |
| Burgas      | Bulgarien                      |                    | 1974 | Zwillingsstadt |
| Jerewan     | Armenien                       |                    | 2014 | Zusammenarbeit |
| Ferrara     | Emilia-Romagna, Italien        |                    | 1965 | Zwillingsstadt |
| Harbin      | Mǎnzhōu, Volksrepublik China   |                    | 2008 | Zwillingsstadt |
| Karlsruhe   | Baden-Württemberg, Deutschland | seit 2022 pausiert | 1998 | Zwillingsstadt |
| Larnaka     | Zypern                         |                    | 2019 | Partnerschaft  |
| Nancy       | Grand Est, Frankreich          |                    | 2017 | Zwillingsstadt |
| Poltawa     | Ukraine                        |                    |      |                |
| Sochumi     | Abchasien, Georgien            |                    | 2012 | Zwillingsstadt |
| Tallahassee | Florida, Vereinigte Staaten    |                    | 1984 | Zwillingsstadt |
| Wels        | Österreich                     |                    | 2018 | Zwillingsstadt |

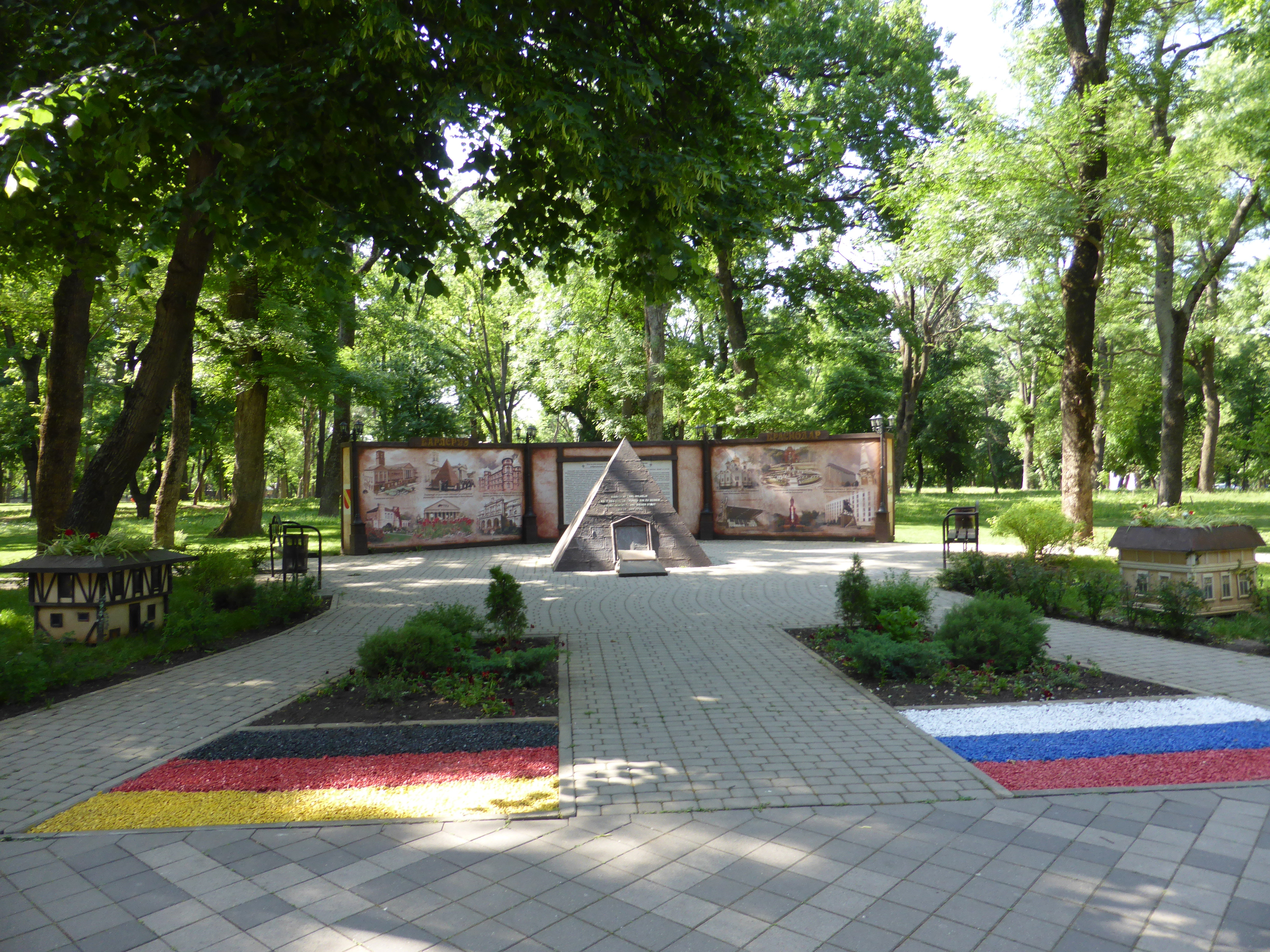
Nachbildung der Karlsruher Pyramide im Tschystjakower Park

1979 wurden erste Kontakte zwischen Karlsruhe und Krasnodar geknüpft. Seit 1992 verbindet beide Städte ein offizieller Freundschaftsvertrag, seit Dezember 1997 sind sie Partnerstädte. Zahlreiche Aktivitäten und Besuche von beiden Seiten haben die Beziehung gefestigt. Dabei stehen neben dem kulturellen Austausch und persönlichen Begegnungen die materielle und ideelle Hilfe beim derzeitigen Prozess der Umgestaltung Krasnodars im Vordergrund.
Aufgrund des russischen Überfalls auf die Ukraine am 24. Februar 2022 ist die Städtepartnerschaft mit Karlsruhe seit 2022 pausiert.

## Bildung und Kultur

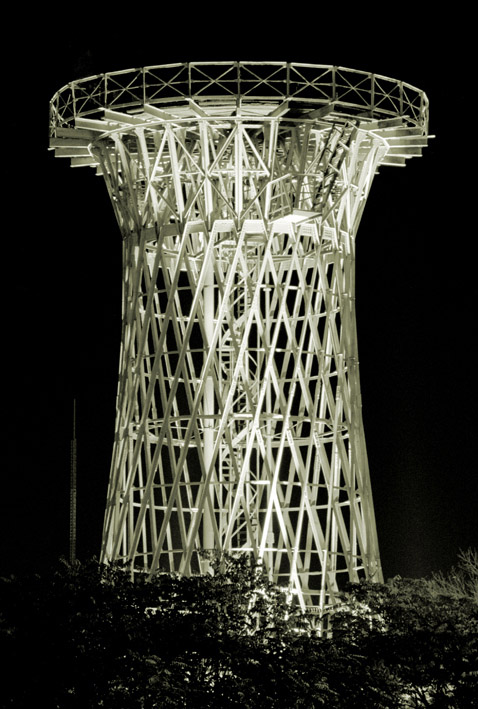
Der hyperboloide Schuchow-Turm in Krasnodar

Die Stadt verfügt über mehrere Theater, Bibliotheken und Museen sowie über ein breites Angebot von Hochschulen. Sie ist Standort der größten landwirtschaftlichen Universität Russlands.
- Filiale der Universität für Verbraucherkooperativen Belgorod
- Filiale der Internationalen Universität
- Filiale der Staatlichen Handelsuniversität Moskau
- Filiale der Staatlichen Universität für Verkehrsverbindung Rostow
- Filiale der Russischen Ökonomischen Akademie
- Institut für Internationales Business
- Institut für Internationales Recht, Ökonomie, Geisteswissenschaften und Verwaltung
- Institut für Internationales Unternehmertum und Management des Kubangebiets
- Institut für Kultur Krasnodar
- Institut für Management und Markt der Internationalen Universität
- Institut für Marketing und soziale Informationstechnologien
- Institut für Moderne Technologien und Ökonomie
- Institut für Ökonomie und Verwaltung der Staatlichen Medizinakademie des Kubangebiets
- Institut für Wirtschaft, Recht und Naturwissenschaften
- Juristisches Institut Krasnodar des Innenministeriums Russlands
- Militärinstitut Krasnodar
- Militärinstitut für Luftfahrt Krasnodar
- Städtisches Medizininstitut Krasnodar für Höhere Krankenpflegerausbildung
- Medizininstitut des Kubangebiets
- Sozialökonomisches Institut des Kubangebiets
- Staatliche Agraruniversität des Kubangebiets
- Staatliche Akademie für Sport des Kubangebiets
- Staatliche Medizinuniversität des Kubangebiets
- Staatliche Technologische Universität des Kubangebiets
- Staatliche Universität des Kubangebiets
- Südliches Managementinstitut
- Südrussisches Institut für Internationale Beziehungen
- Universität für Innovationen des Unternehmertums

- Universität Megu-Krasnodar

Der 1936 in Sibirien geborene Schriftsteller Wiktor Lichonossow lebt in Krasnodar und gibt dort das Literaturmagazin Rodnaja Kuban heraus. Sein 1986 erschienener Roman Unser kleines Paris (Наш Маленький Париж) beschäftigt sich mit der vom Kosakentum geprägten Vergangenheit der Stadt und gilt als sein Hauptwerk. 1988 wurde er mit dem staatlichen Gorki-Preis ausgezeichnet.

## Sport
Im Fußball ist die Stadt durch den Verein FK Krasnodar in der Premjer-Liga vertreten. In der Stadt hätten einzelne Spiele im Rahmen der Fußball-Weltmeisterschaft 2018 ausgetragen werden sollen. Jedoch wurde Krasnodar neben Jaroslawl aus der vorläufigen Liste der Spielorte gestrichen.
Der 1928 gegründete FK Kuban Krasnodar spielte ebenfalls mehrere Jahre erstklassig und nahm an der Gruppenphase der UEFA Europa League 2013/14 teil. 2018 wurde der insolvente Verein aufgelöst.
Der kurzlebige Eishockeyklub HK Kuban Krasnodar spielte von 2012 bis 2015 in der Wysschaja Hockey-Liga.
PBK Lokomotive Kuban Krasnodar spielt als Profibasketballverein in der VTB United League.
In der Stadt befindet sich mit dem GK Kuban Krasnodar ein bekannter Frauen-Handballverein der russischen Liga.

## Persönlichkeiten
Zu den Söhnen und Töchtern der Stadt Krasnodar gehören u. a. der Geiger und Kapellmeister Ilja Livschakoff (1903–1990), die Bomberpilotin und Filmregisseurin Jewgenija Schigulenko (1920–1994), General und Politiker Walentin Warennikow (1923–2009), Fußballspieler Sergei Salnikow (1925–1984), der Kosmonaut Gennadi Padalka (* 1958), die Opernsängerin Anna Netrebko (* 1971), Basketballspieler Lazaros Papadopoulos (* 1980), Gymnastin Ina Schukawa (* 1986), Tennisspielerin Alexandra Panowa (* 1989) und die Handballspielerin Anna Sen (* 1990).